# Jicchak Moda'i
Jicchak Moda'i (hebrejsky: יצחק מודעי, 17. ledna 1926 – 22. května 1998) byl izraelský politik, který po dobu dvaceti let zastával po pět funkčních období mandát poslance Knesetu za stranu Likud.

## Politické působení
Moda'i byl členem již neexistující Liberální strany, která se později sloučila s Likudem. Byl členem několika vlád Likudu a zastával posty ministra bez portfeje, ministra komunikací, financí, spravedlnosti a ministra infrastruktury. Je znám díky plánu ekonomické stabilizace z roku 1985, který vymyslel spolu s Šimonem Peresem, díky němuž se podařilo zastavit a zvrátit izraelskou pádivou inflaci z počátku 80. let. Díky tomuto plánu nedošlo k úplnému bankrotu izraelské ekonomiky a inflace byla během dvou let snížena ze 450 % na 20 %. Plán se později stal modelem i pro jiné státy trpící stejnými ekonomickými problémy.
V roce 1990 společně se čtyřmi dalšími poslanci (všichni byli bývalí členové Liberální strany) vystoupil z Likudu a založil Stranu pro pokrok sionistické myšlenky, která byla později přejmenována na Novou liberální stranu. Strana však nedokázala ve volbách v roce 1992 překročit volební práh, a Moda'i tak přišel o svůj poslanecký mandát.